# Día de la Universidad Católica
El Día de la Universidad Católica fue un torneo multideportivo realizado entre 1927 y 1930. En sus ediciones participaron los clubes chilenos Universidad Católica y Universidad de Chile desde 1927 a 1929, Universidad de Concepción en 1928, además de las propias facultades de la UC en 1930. El recinto principal en cada edición fueron los Campos de Sports de Ñuñoa, Santiago de Chile. Estas competiciones, dedicadas principalmente al atletismo y el fútbol, se desarrollaron durante una festividad oficial de la Pontificia Universidad Católica de Chile, que dio origen al nombre del torneo, y repercutió en diversos ámbitos de la sociedad chilena. El evento marcó un hito a nivel deportivo debido a que en sus ediciones se batieron récords universitarios y chilenos en atletismo, y, junto con los encuentros de 1909, fue uno de los primeros antecedentes del Clásico Universitario. En cuanto a la citada rivalidad, específicamente en el plano futbolístico, el torneo propició otro hecho destacado por la disputa de un trofeo entre ambas universidades en la primera edición.

## Historia

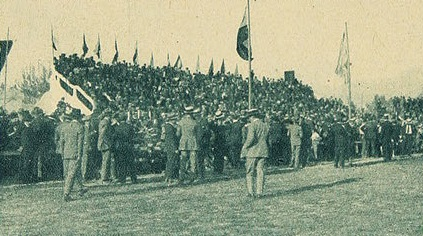
Un año antes del inicio del torneo, los Campos de Sports de Ñuñoa fueron sede del Campeonato Sudamericano.

El 30 de agosto de 1927, se había fundado por primera vez el Club Deportivo Universidad Católica. Esta reorganización de las diversas ramas, que actuaban bajo la coordinación de la Federación Deportiva, fue reconocida por fuentes oficiales de Universidad Católica, el club de fútbol, como parte de su historia en el amateurismo. Por otra parte, Universidad de Chile en esa misma temporada ya funcionaba tanto en el plano deportivo como en el fútbol amateur, aunque con otras denominaciones. Por esos años, era mencionada como Universidad del Estado.
Dado este contexto, el Día de la Universidad Católica comenzó con ambas instituciones en sus inicios deportivos a fines de los años 1920, y guiando sus caminos en el fútbol a lo que serían sus primeras campañas en la Primera División de Chile, en la década siguiente. Como dato adicional, la Pontificia Universidad Católica y el Club Deportivo Universidad Católica habían asumido en noviembre de 1927 la propiedad del estadio que cobijó las cuatro ediciones de la competición, los Campos de Sports de Ñuñoa. 

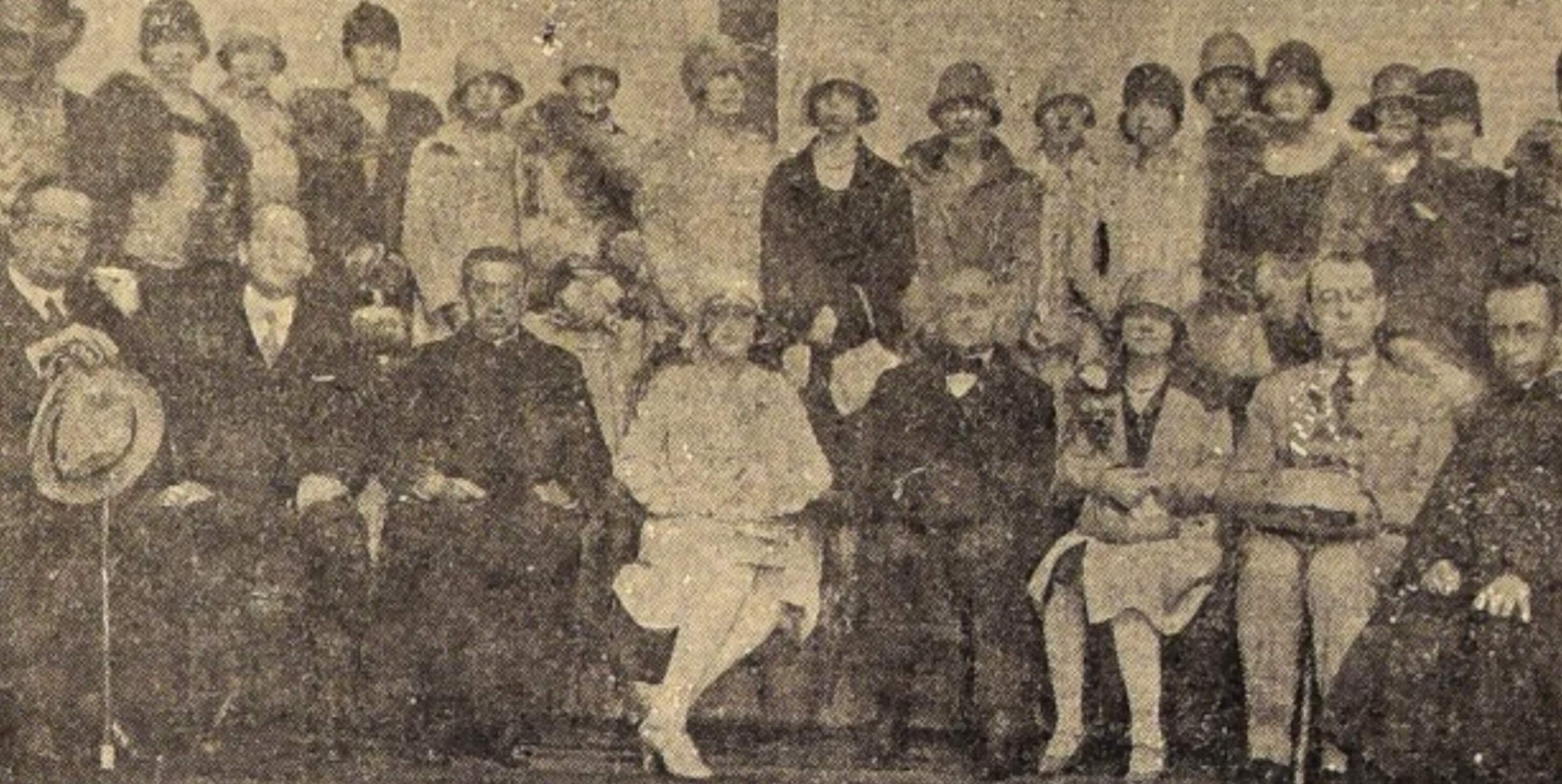
En 1928, las actividades de la Reina de la Primavera movilizaban estudiantes, autoridades políticas y otros estamentos de la sociedad.

En 1928, se sumó la Universidad de Concepción a las actividades deportivas. Se hizo presente la Confederación universitaria en los eventos, que reunía a las universidades en competencia, aunque la organización continuó en manos de la Universidad Católica. Una prueba de la trascendencia social del evento entre los jóvenes del país, al margen del ámbito deportivo, fue la participación en las actividades de Carmen Velasco, Reina de la Fiesta de la Primavera en Chile, además de las autoridades políticas y eclesiásticas que figuraban entre la concurrencia.
En 1929, el torneo ya no contaba con la Universidad de Concepción, y nuevamente tuvo la presencia de una connotada estudiante universitaria, Teresa, la elegida para la celebración primaveral, la cual movilizaba a la juventud de la época.
Finalmente, en 1930, la competición contó con la presencia del Ministro de Educación Alberto Edwards Vives, el Embajador de Estados Unidos William S. Culbertson, un Ministro de China y la Reina vigente de la Primavera, Nina Correa. En las diversas pruebas participaron únicamente estudiantes de la PUC. En esa temporada, el evento se desarrolló en un ambiente de división entre los intereses del grupo más deportista de la universidad y el intelectual, aunque la delegación de competidores permaneció cohesionada entre sí.

## Atletismo
En 1927, hubo dos hechos destacados para la época en el torneo disputado en los Campos de Sports de Ñuñoa. El primero ocurrió en la prueba de 100 metros planos: Los atletas Pacheco, Lecaros, Bozo (también mencionado como Bosso en otras ediciones) y Velasco compitieron en ella, resultando ganador el primer mencionado, representante de  Universidad Católica. El cronómetro registró una igualdad con la plusmarca vigente en Chile a nivel universitario, 11,25. Un hito mayor se produjo en la posta 4x400, reseñada como 4x450 en un medio de prensa de la época. El equipo de la Universidad Católica batió el récord universitario del país. En otros resultados, B. Gutiérrez de la Universidad Católica se impuso en 1 500 metros; Swart de Universidad de Chile en salto largo y alto; y Velasco en lanzamiento de la bala.
En 1928, el equipo cruzado, integrado por Renard, Bosso, Pacheco y Gutiérrez batió el récord universitario y chileno del relevo 4x100 con 43,45. En la posta 4x400 también triunfó Católica, con un registro de 3:45,00.
Al año siguiente, Pollack y Palma, atletas de Universidad de Chile, establecieron nuevas plusmarcas universitarias en lanzamiento de la bala, con 12,65, y 1 500 metros, registrando 4:01,16, respectivamente. Otros resultados destacados fueron las victorias de Universidad Católica en 100 metros y relevo 4x100, y de Universidad de Chile en lanzamiento de jabalina.
En 1930, con la participan de atletas que representaban a las facultades de la Universidad Católica, el Día de la Universidad Católica tuvo como vencedores a Valenzuela en los 100 metros, Egaña en 110 metros vallas, Monserrat en 400 metros y salto largo, obteniendo una distancia de 6.20. Fue la única versión del torneo donde no se registraron o igualaron récords.
| Récords nacionales universitarios | Récords nacionales universitarios | Récords nacionales universitarios |
| Año                               | Prueba                            | Equipo                            |
| --------------------------------- | --------------------------------- | --------------------------------- |
| 1927                              | 4x400                             | Universidad Católica              |
| 1928                              | 4x100                             | Universidad Católica              |
| 1929                              | 1 500 Lanzamiento de la bala      | Universidad de Chile              |

| Récords de Chile | Récords de Chile | Récords de Chile     |
| Año              | Prueba           | Equipo               |
| ---------------- | ---------------- | -------------------- |
| 1928             | 4x100            | Universidad Católica |

## Fútbol

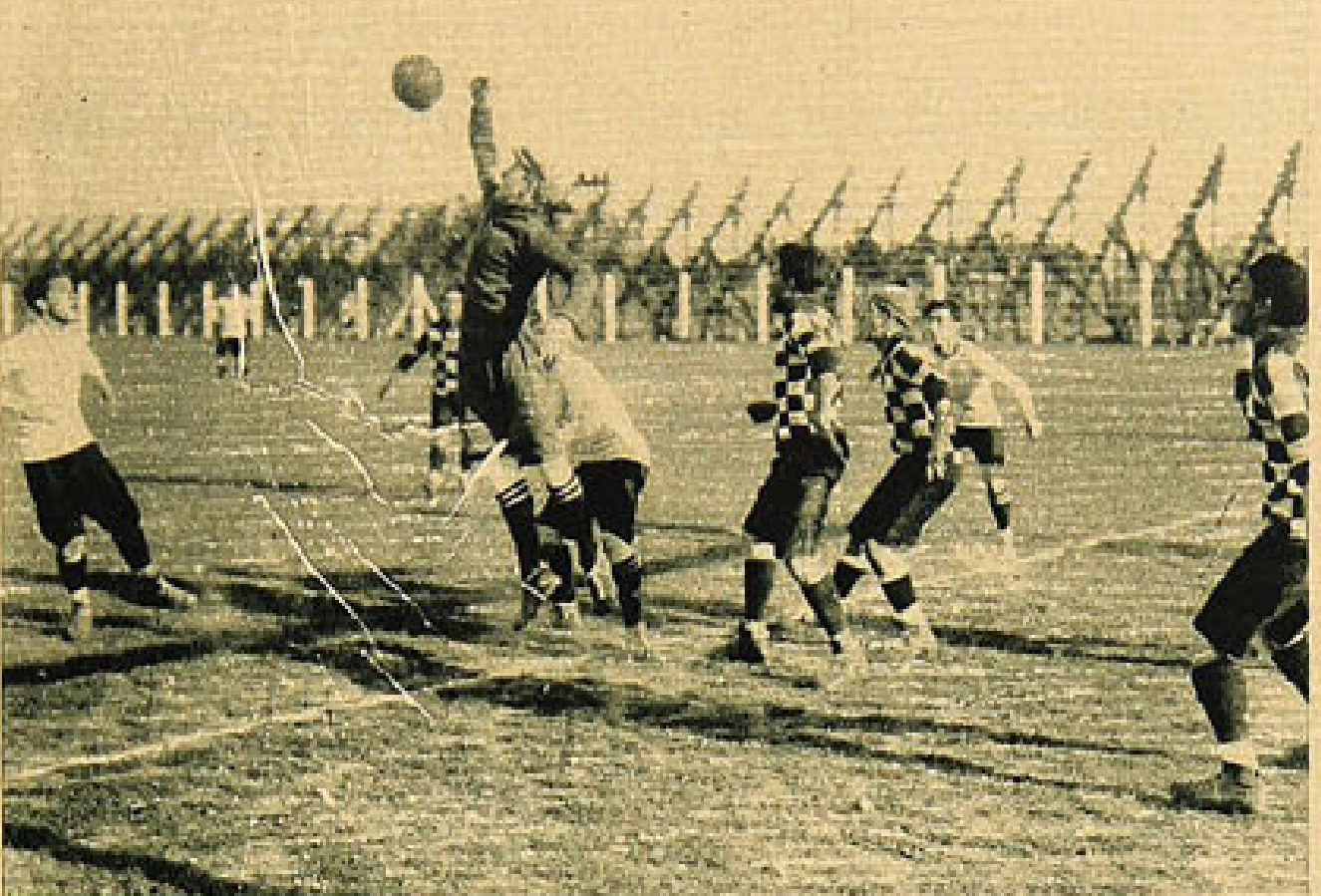
Clásico universitario de 1928, disputado meses antes del Día de la Universidad Católica.

En 1927, ante un público de más de 2 000 espectadores en Campos de Sports de Ñuñoa, Universidad Católica ganó 2:1 a Universidad de Chile, con goles de Pallarés y Ortiz. Se desconoce el autor de la anotación de Universidad de Chile, tanto que abrió la cuenta en el encuentro. Al final del partido, los cruzados recibieron un trofeo, siendo este el primer antecedente de un galardón entregado en el Clásico universitario. Al año siguiente, el encuentro entre ambas universidades terminó igualado 1:1. Universidad de Concepción, que se había integrado en esa temporada, no participó de los partidos de fútbol. En 1929, se reiteró el empate entre Universidad Católica y Universidad de Chile a un tanto, con goles de Salazar para los locales y Leal para la visita. Por último, en 1930 se enfrentaron Politécnico UC y Agronomía UC en un arduo partido. Se impusieron los primeros por 4:3
| Año  | Campeón              | Resultado | Subcampeón           | Sede                      |
| ---- | -------------------- | --------- | -------------------- | ------------------------- |
| 1927 | Universidad Católica | 2-1       | Universidad de Chile | Campos de Sports de Ñuñoa |
| 1928 | Universidad Católica | 1-1       | Universidad de Chile | Campos de Sports de Ñuñoa |
| 1929 | Universidad Católica | 1-1       | Universidad de Chile | Campos de Sports de Ñuñoa |
| 1930 | Politécnico UC       | 4-3       | Agronomía UC         | Campos de Sports de Ñuñoa |

## Otros deportes
En 1927, se disputó un evento tenístico dentro de las actividades deportivas. A diferencia de las otras pruebas, se desarrolló íntegramente en las canchas de la casa central de la PUC, terrenos que posteriormente utilizó el Estadio Universidad Católica. Los únicos participantes y por consecuencia ganadores fueron los estudiantes de la facultad de Ingeniería de la UC. En la edición de 1928, hubo una exhibición de gimnasia. Dos años más tarde, en 1930, se disputaron encuentros de baloncesto en el Gimnasio de la Universidad Católica, como parte de las actividades deportivas del certamen. En el preliminar, Politécnico derrotó por 16-14 a Comercio, y de fondo, con seleccionados universitarios en ambos equipos, Agronomía venció a Arquitectura por 68-10.
| Tenis | Tenis         |
| Año   | Campeón       |
| ----- | ------------- |
| 1927  | Ingeniería UC |

| Baloncesto | Baloncesto                    |
| Año        | Campeones                     |
| ---------- | ----------------------------- |
| 1930       | Politécnico UC y Agronomía UC |